# Listă de fotografi - C
|  | Listă de fotografi - C \| Liste alfabetice de fotografi A - Ă - Â - B - C - D - E - F - G - H - I - Î - J - K - L - M - N - O - P - Q - R - S - Ș - T - Ț - U - V - W - X - Y - Z - |

## Fotografi - C
| - Capa, Robert - Chevallier, Adolph A. - Cobb, Jodi - Cochinescu, Ioan Mihai - Cochinescu, Luminița | - Comănescu, Sylviu - Constantin, Lucia - Constantin, Pamfil Răzvan - Constantinescu, Florin - Corlăteanu, Valentin | - Costin, Igor - Croitoru, Alexandra - Cuciureanu, Rareș - Ciuca Valentin Arhivat în 8 august 2011, la Wayback Machine. |